# Rozkoșivka, Lîseanka
Rozkoșivka (în ucraineană Розкошівка) este o comună în raionul Lîseanka, regiunea Cerkasî, Ucraina, formată numai din satul de reședință.

## Demografie
Componența lingvistică a comunei Rozkoșivka
     Ucraineană (97,74%)
     Rusă (2,26%)
Conform recensământului din 2001, majoritatea populației comunei Rozkoșivka era vorbitoare de ucraineană (97,74%), existând în minoritate și vorbitori de rusă (2,26%).